# Odontología estética

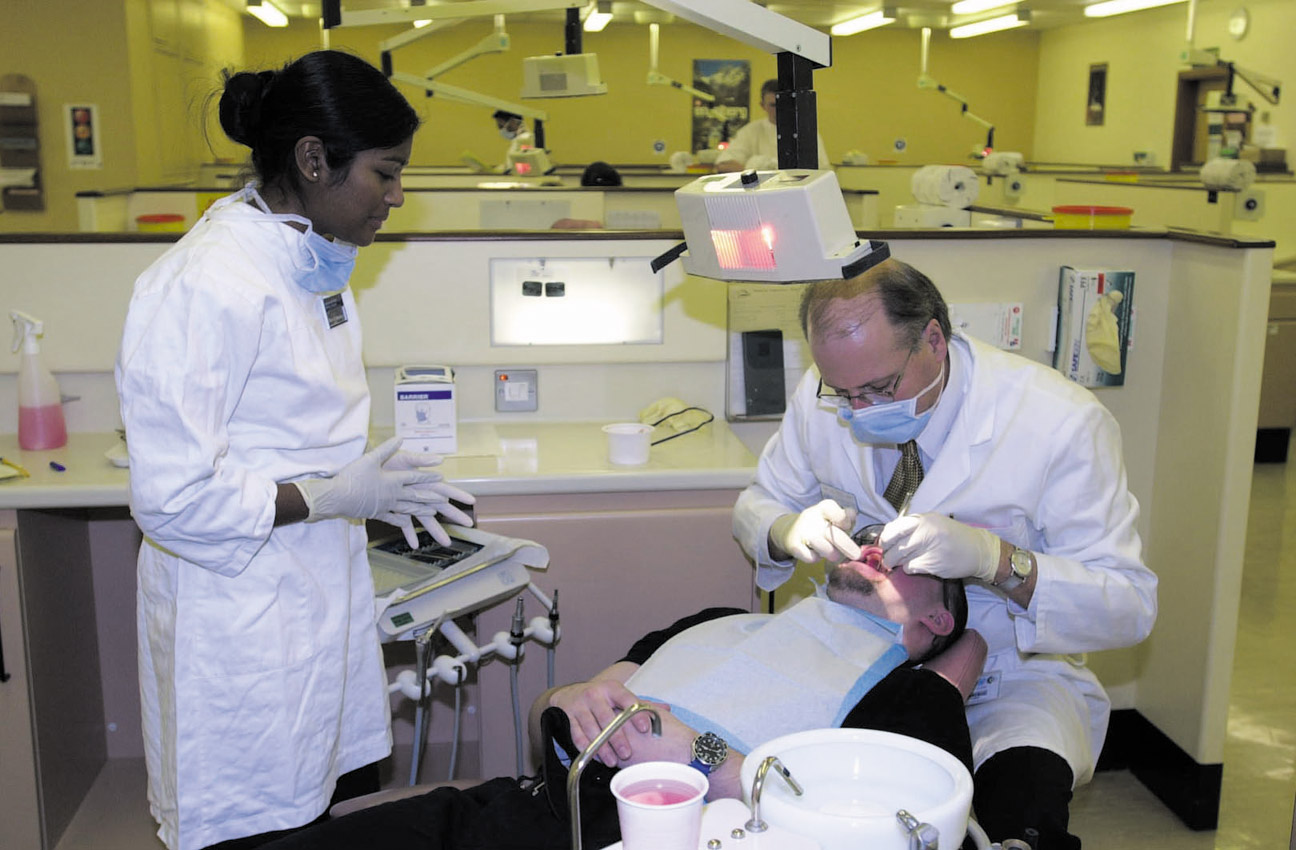
Odontólogo y su asistente trabajando en un paciente.

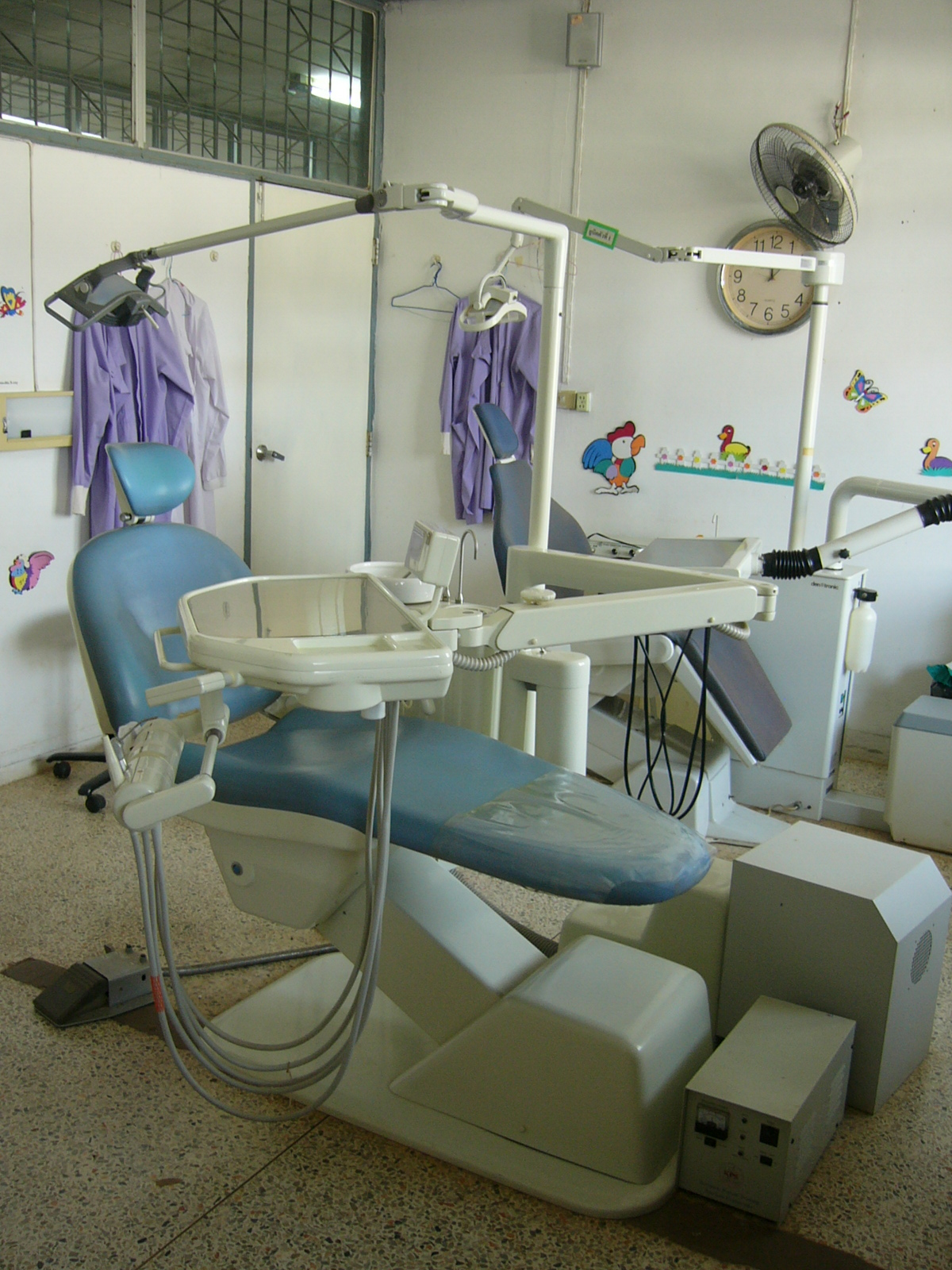
Silla dental.

La odontología estética (también, odontología cosmética o estética dental) es una especialidad de la odontología que soluciona problemas relacionados con la salud bucal y la armonía estética de la boca en su totalidad.
Etimológicamente, el término estética deriva del griego aesthesis (estético) y significa percepción. Se podría definir la odontología estética como una aplicación del arte y la ciencia destinada a desarrollar o destacar la belleza en forma de sonrisa. 
La evolución histórica de la odontología estética ha seguido una trayectoria similar a la de la cirugía plástica, que en sus comienzos fue considerada como una especialidad de la medicina esnobista y frívola. En la actualidad existen estudios en los que se observa como los defectos físicos pueden llegar a constituir una enfermedad demostrada psíquica y clínicamente en el individuo, lo que hoy en día, ha derivado en que la odontología estética, cuente con el apoyo de la mayoría de los profesionales de la odontología, a lo que se suma que, gracias a los nuevos materiales y técnicas se consiguen resultados funcionales adecuados, lo que ha ido configurando una parcela necesaria en la odontología moderna.
En la cultura occidental podemos considerar, de forma genérica, los patrones de estética dental representados por una sonrisa que manifiesta dientes claros dentro de una composición armónica con los tejidos blandos. Ello no significa que haya individuos que entiendan su estética dental de forma distinta.  
Por todo, ello debemos contemplar en todo momento, los tratamientos con fines estéticos desde el punto de vista personal y subjetivo del paciente, colaborando con él para cumplir sus expectativas y deseos.
La sonrisa es una de las expresiones faciales más importantes que diferencia al ser humano del resto de los animales. La utiliza como parte del lenguaje, expresando alegría felicidad o placer.
Desde el punto de vista anatómico, la sonrisa puede analizarse estudiando cada uno de sus componentes: labios, encías y dientes.

## Labios
Junto a los ojos son las estructuras más expresivas de la cara. Su forma y su posición están controlados por los músculos faciales, que pueden elevar, retraer, protruir o descender cada labio simultánea o independientemente. 
Las encías junto con los dientes constituyen la porción intrabucal de la sonrisa. En una situación ideal, al sonreír, el margen gingival es visible sólo en la arcada superior. Una encía sana se adapta firmemente alrededor de los cuellos dentales rellenando por completo los espacios troneras por debajo de los puntos de contacto.
Los dientes aparecen al sonreír en la arcada superior generalmente son: incisivos centrales, incisivos laterales, caninos, primeros y segundos premolares. En ocasiones se llega a ver el primer molar. En la arcada inferior apenas se ve el tercio medio de los incisivos centrales, laterales y caninos.
La posición de los dientes superiores en relación con los labios es importante, ya que son su soporte y el de los músculos asociados.
La posición de los dientes superiores en relación con la forma de la arcada puede adoptar tres categorías geométricas: cuadrada, ovoide y triangular.
En cuanto al tamaño y la forma de los dientes superiores, si éstos parecen muy grandes o pequeños, muy estrechos o anchos o de una forma desproporcionada en comparación con los demás rasgos faciales, producen una desarmonía en el conjunto.
Los dientes inferiores tienen menos importancia, ya que son menos visibles que los superiores en la sonrisa. Sin embargo, cuando el individuo habla son iguales o más visibles que los superiores.

## Percepción visual de la sonrisa
Desde el punto de vista de la percepción visual, la sonrisa se debe considerar como una unidad donde el todo es más que la suma de las partes.
Los principios de la percepción visual descritos por Lombardi se organizan en varias categorías:
Composición- Es la relación que existe entre los dientes, su color, textura  y posición. La dentición natural estética debe estar ordenada en repeticiones de forma, posición y color, percibiendo tanto el lado derecho como el izquierdo como una unidad.
Otro elemento que se debe tener en cuenta en la composición dental es la dominancia: una forma, un color o una inclinación de un diente puede dominar el aspecto global de la sonrisa.
Proporción- La figura humana entera se puede describir en términos de tamaños proporcionales a las distintas partes. Cuando se observa una dentición natural de frente, a pesar de que cada diente individual tiene una forma y un tamaño diferentes, los dientes están relacionados entre sí y, a su vez, con la cara en cierta proporción.

## Equilibrio
Estabilidad que resulta al igualar fuerzas que se oponen.
Las composiciones equilibradas abarcan fuerzas visuales iguales a ambos lados de un eje central, dando la sensación de estabilidad y permanencia. Por el contrario, las composiciones desequilibradas dan una sensación de desconcierto.
Armonía- El paralelismo en las líneas que siguen una misma dirección produce una armonía en la composición.
Los tratamientos más importantes realizados odontológicamente presentan cambios visibles en muy poco tiempo.

## La alteración de la sonrisa
La alteración de uno de los componentes del conjunto produce una ruptura en la composición. La alteración de la composición estética de la sonrisa provoca la necesidad de tratamientos que devuelvan a los pacientes su estética deseada.
Estas alteraciones pueden clasificarse en dos:
1.	Las que afectan los aspectos faciales de la sonrisa: alteraciones de tejidos blandos faciales por traumatismos, quemaduras, alteraciones congénitas, tumoraciones, etc., que son tratadas con cirugía plástica o cirugía máxilofacial.
2.	Las que afectan los aspectos bucodentales, que comprenden alteraciones dentales y alteraciones periodontales.
3.

## Posibilidades terapéuticas en odontología estética
Actualmente, gracias a los avances tecnológicos de los últimos años, se dispone de técnicas y materiales que permiten realizar tratamientos con fines estéticos que devuelven al paciente una función y una estética adecuadas. Básicamente, los tratamientos disponibles con fines estéticos pueden clasificarse en los siguientes:
1. Tratamientos de higiene y profilaxis.
2. Tratamientos con técnicas de microabrasión del esmalte.
3. Contorneado estético.
4. Tratamientos con técnicas de blanqueamiento.
5. Tratamientos restauradores.
a)	Con resinas compuestas.
b)	Con porcelana dental.
6. Tratamientos ortodóncicos u ortognáticos.
7. Tratamientos periodontales. 
Estos tratamientos son sencillos, indoloros y se pueden realizar en una sola sesión sin necesidad de desgastar los dientes logrando resultados 100% efectivos.

Algunas de las causas por las cuales los pacientes pueden acudir a estos tratamientos:
- Asimetrías dentarias (dientes apiñados o desparejos que generan una desagradable apariencia a pesar de estar sanos e higienizados)

- Diastemas interincisivos (separación entre dientes anteriores)

- Cambios de coloración o dientes pigmentados o manchados(ya sea por medicamentos o bien diferentes infusiones como el café, té, o mate, y sustancias como el cigarrillo)

- Caries de cuello (caries en la zona del diente más cercana a la encía que genera un aspecto desagradable)

- Fracturas dentarias (por golpes o por una enfermedad llamada bruxismo)

¿Cuales son los tratamientos para estas patologías?
- Blanqueamiento dental: que es una de las técnicas más frecuentes dada su accesibilidad económica y su facilidad de aplicación por parte del dentista.

- Cierre de diastema y corrección de asimetrías dentarias: otra de las técnicas más frecuentemente utilizadas por los especialistas, no obstante suele requerir más trabajo y empeño que el blanqueamiento dental. Su proceso es mucho más costoso también. Es recomendable no hacer este tipo de trabajos en pequeños o jóvenes que aún se encuentran desarrollando su dentadura.

- Restauración de caries de cuello

- Utilización de carillas estéticas

- Recambio de amalgamas por restauraciones con luz halógena (con resinas compuestas  que luego de su utilización quedan del mismo color del diente)

- Reconstrucción de fracturas